# Entandrophragma cylindricum

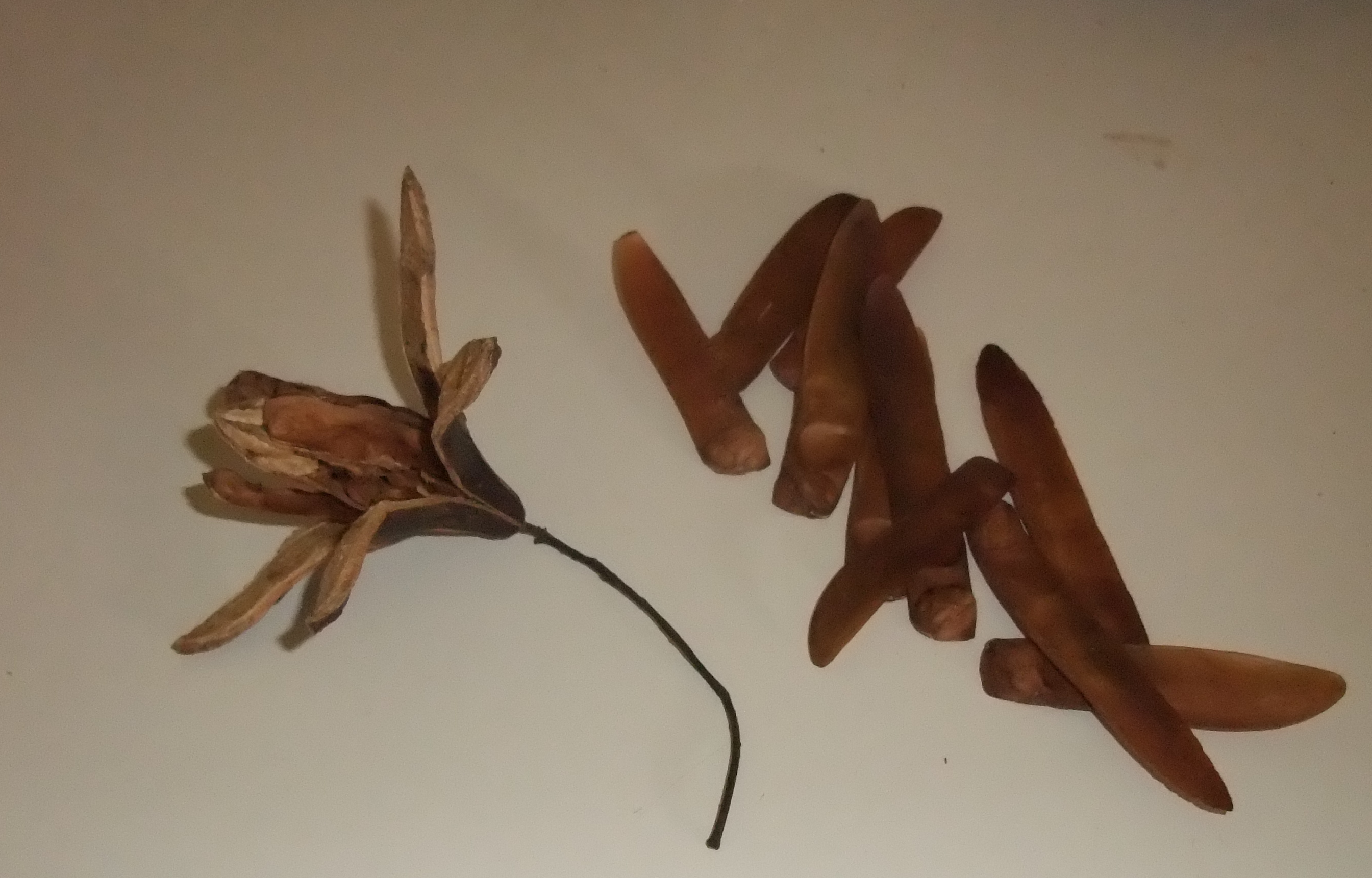
Kapselfrucht und geflügelte Samen

Entandrophragma cylindricum ist eine Pflanzenart in der Familie der Mahagonigewächse (Meliaceae). Im tropischen Afrika, dort Sapeli oder Sapelli genannt, ist sie weit verbreitet zwischen der Elfenbeinküste, Ghana bis in den Kongo und nach Uganda. Sapeli(-Mahagoni) stammt also nicht von Mahagonibäumen aus der gleichen Familie, sondern von einer eigenen Edelholzart, die in Qualität und Aussehen an das echte Mahagoniholz erinnert. Sapeli-Holz ist in den Ländern, in denen es vorkommt, eine begehrte Exportware.

## Beschreibung
Entandrophragma cylindricum wächst als laubabwerfender Baum, der Wuchshöhen von bis zu 60 Meter und Stammdurchmesser von etwa 2 Meter oder mehr erreicht. Die zylindrischen Stämme sind häufig bis zu einer Höhe von 30 Meter völlig astfrei, weisen lediglich kleinere Wurzelanläufe auf oder es werden teils meterhohe Brettwurzeln gebildet. Die Borke ist leicht schuppig und bräunlich.
Die wechselständigen und gestielten Laubblätter sind an den Enden der Zweige angeordnet und sind paarig gefiedert. Sie besitzen einen 5–13 Zentimeter langen, etwas abgeflachten Blattstiel und eine 7–24 Zentimeter lange, behaarte Rhachis mit 8–18 kurz gestielten Blättchen. Die papierig-ledrigen und ganzrandigen Blättchen sind eiförmig bis -lanzettlich oder verkehrt-eilanzettlich bis länglich, die Spitze ist bespitzt. Sie sind bis etwa 10–14 Zentimeter lang und bis 4–5 Zentimeter breit. Nebenblätter fehlen.
Es werden kurz behaarte, end- oder achselständige und bis 25–30 Zentimeter lange Rispen gebildet. Die funktionell eingeschlechtlichen, kurz gestielten und kleinen Blüten sind fünfzählig mit doppelter Blütenhülle. Der kleine Kelch ist becherförmig mit minimalen Lappen. Die Petalen sind 3–4 Millimeter lang und eiförmig sowie grün-weiß. Die 10 Staubblätter sind röhrig verwachsen, mit oben gezähnelter Röhre, die aufrechten Staubbeutel mit minimalen Staubfäden sind innen an den Zähnchen angeheftet. Der konische, fünfkammerige Fruchtknoten ist oberständig mit einem kurzen Griffel mit einer kopfigen und scheibenförmiger, fünflappigen, -rippigen Narbe. Es ist ein kissenförmiger, schwach rippiger und leicht haariger Diskus vorhanden. Bei den männlichen Blüten ist ein kleiner Pistillode vorhanden. Bei den weiblichen Blüten sind die Antheren kleiner und öffnen sich nicht.
Es werden zylindrische, septifrage und bräunliche, holzige, vielsamige Kapselfrüchte gebildet, die sich von der Spitze und/oder an der Basis fünfklappig öffnen. Die Kapseln sind etwa 10–20 Zentimeter lang und 2,5–4 Zentimeter breit. In den einzelnen Fächern sind jeweils 3–6 einseitig geflügelte und etwa 7–11 Zentimeter lange (inkl. 2 Zentimeter breiter Flügel), flache und rot-braune Samen.

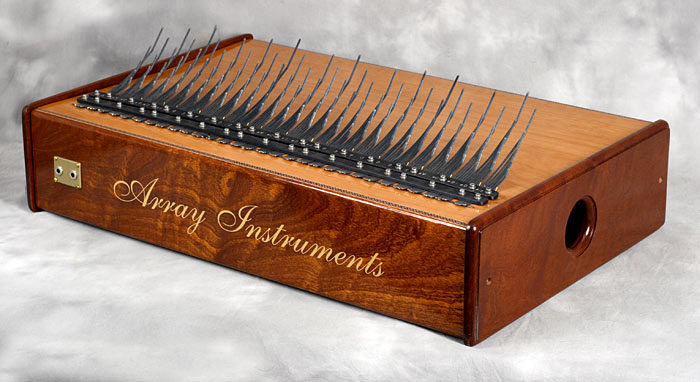
Aus Sapeli-Holz hergestellt.

## Nutzung

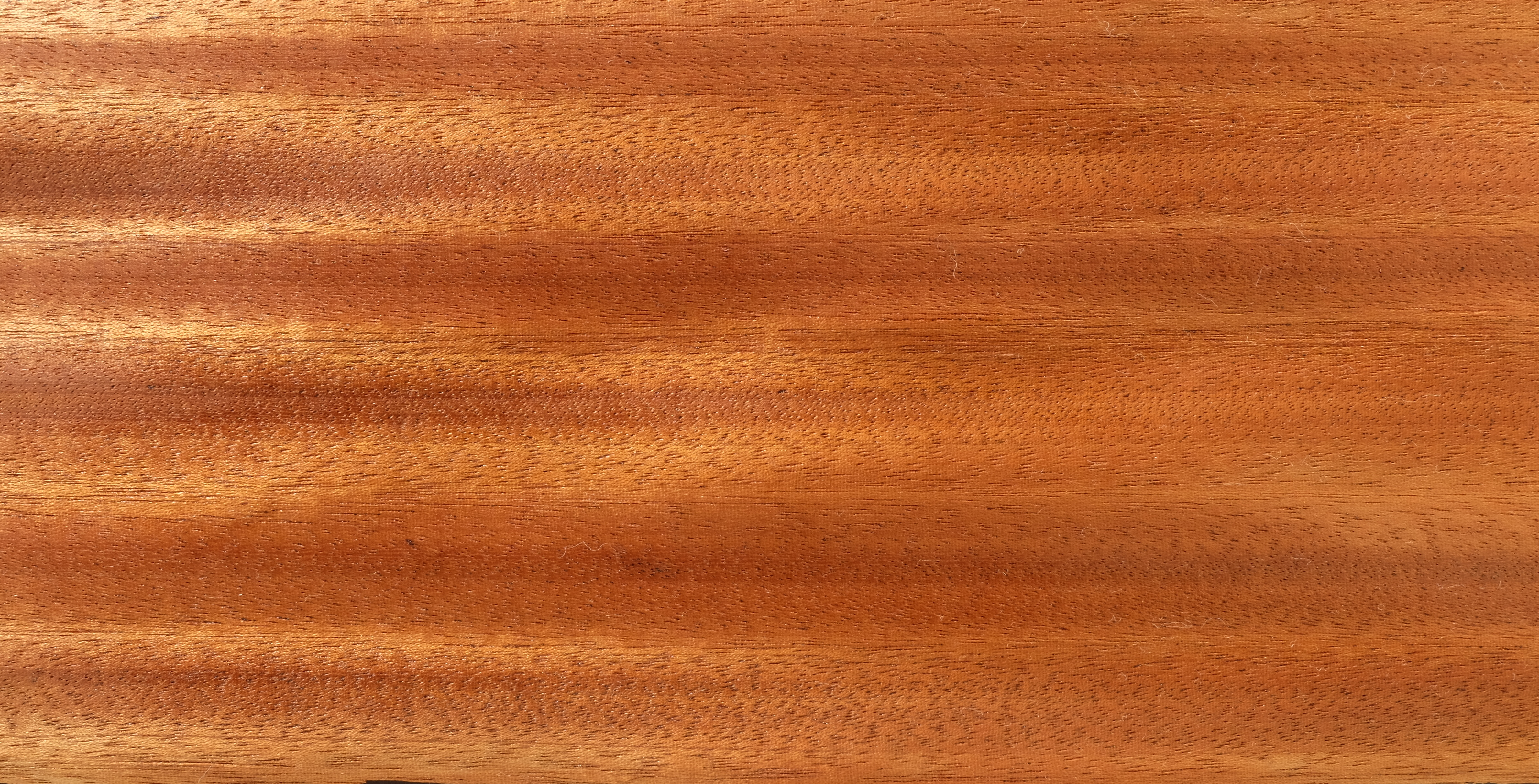
Sapeli-Holz

Sapeli-Holz hat einen kräftigen gold- oder rotbraunen Farbton. Die Holzstruktur ist sehr ebenmäßig. Gelegentlich tritt ein seitlich gewellter Faserverlauf auf, der ein geigenförmiges Muster erzeugt. Es wird gelegentlich als Ersatz für Mahagoni verwendet. Die Verwendung von Sapeli-Holz wird lediglich dadurch eingeschränkt, dass gelegentlich Trocknungsschäden entstehen. Die Holztrocknung muss daher sehr vorsichtig vollzogen werden.
Das Sapelli-Holz ist mittelhart, lässt sich jedoch gut bearbeiten. Es ist sehr gut zu polieren und hat eine schöne Maserung. Das Holz wird gerne als Furnierart im Möbelbau und beim Instrumentenbau verwendet. Da es verhältnismäßig haltbar ist, wird es auch für Türen und Fensterrahmen sowie beim Schiffs- und Bootsbau verwendet.